# Dodge Monaco
Dodge Monaco — четырёхдверный седан среднего класса, производившийся с 1965 по 1992 год американскими компаниями Dodge и Chrysler. 

## Первое поколение (1965—1968)
Впервые автомобиль Dodge Monaco был представлен 25 сентября 1964 года в качестве конкурента Pontiac Grand Prix. Серийно автомобиль производился с 1965 года.
В 1966 году автомобиль Dodge Monaco вытеснил с конвейера модель 880 и получил название Monaco 500.
В 1967 году автомобиль Dodge Monaco был модернизирован путём изменения кузова, материалов и светотехники.
Производство завершилось в 1968 году.

## Второе поколение (1969—1973)
Начиная с 1969 года, производились автомобили Dodge Monaco второго поколения. Колёсная база была увеличена со 121 до 122 дюймов, длина — до 220 дюймов. Автомобили оснащались бензиновыми двигателями внутреннего сгорания Chrysler B. Всего было произведено 20000 экземпляров.
В 1970 году перед и зад автомобиля были обновлены путём замены бамперов.
В 1971 году модель прошла фейслифтинг.
К окончанию производства автомобиль был модернизирован путём замены материалов.

## Третье поколение (1974—1977)
Начиная с 1974 года, производились автомобили Dodge Monaco третьего поколения. В 1975 году модель Monaco Custom была переименована в Royal Monaco. Также и Monaco Brougham. Моделям были присущи скрытые фары. Производство завершилось в 1977 году.

## Четвёртое поколение (1977—1978)
С 1977 года производились автомобили Dodge Monaco четвёртого поколения. Производство завершилось в 1978 году. Полицейские Dodge Monaco (и соплатформенник Plymouth Fury) четвертого поколения комплектовались 440-м 7.2 литровым V8 мощностью около 255 л.с (для гражданского рынка мощность была урезана до 190 л.с.) и разгоном до 60 миль в час за 9.2 секунды и максимальной скоростью около 133 миль в час.

### Продажи
| Год   | Купе  | Седан | Универсал | Произведено |
| ----- | ----- | ----- | --------- | ----------- |
| 1977  | 21773 | 30341 | 11570     | 63684       |
| 1978  | 12236 | 23270 | 6465      | 41971       |
| Всего | 34009 | 53611 | 18035     | 105655      |

## Пятое поколение (1990—1992)
Начиная с 1990 года, производство автомобилей Dodge Monaco было возобновлено. В 1992 году автомобили Dodge Monaco были полностью сняты с производства.

### Продажи
| Год  | Dodge Monaco | Eagle Premier |
| ---- | ------------ | ------------- |
| 1988 |              | 45546         |
| 1989 |              | 41349         |
| 1990 | 7153         | 14243         |
| 1991 | 12436        | 11634         |
| 1992 | 1960         | 4730          |

## Галерея

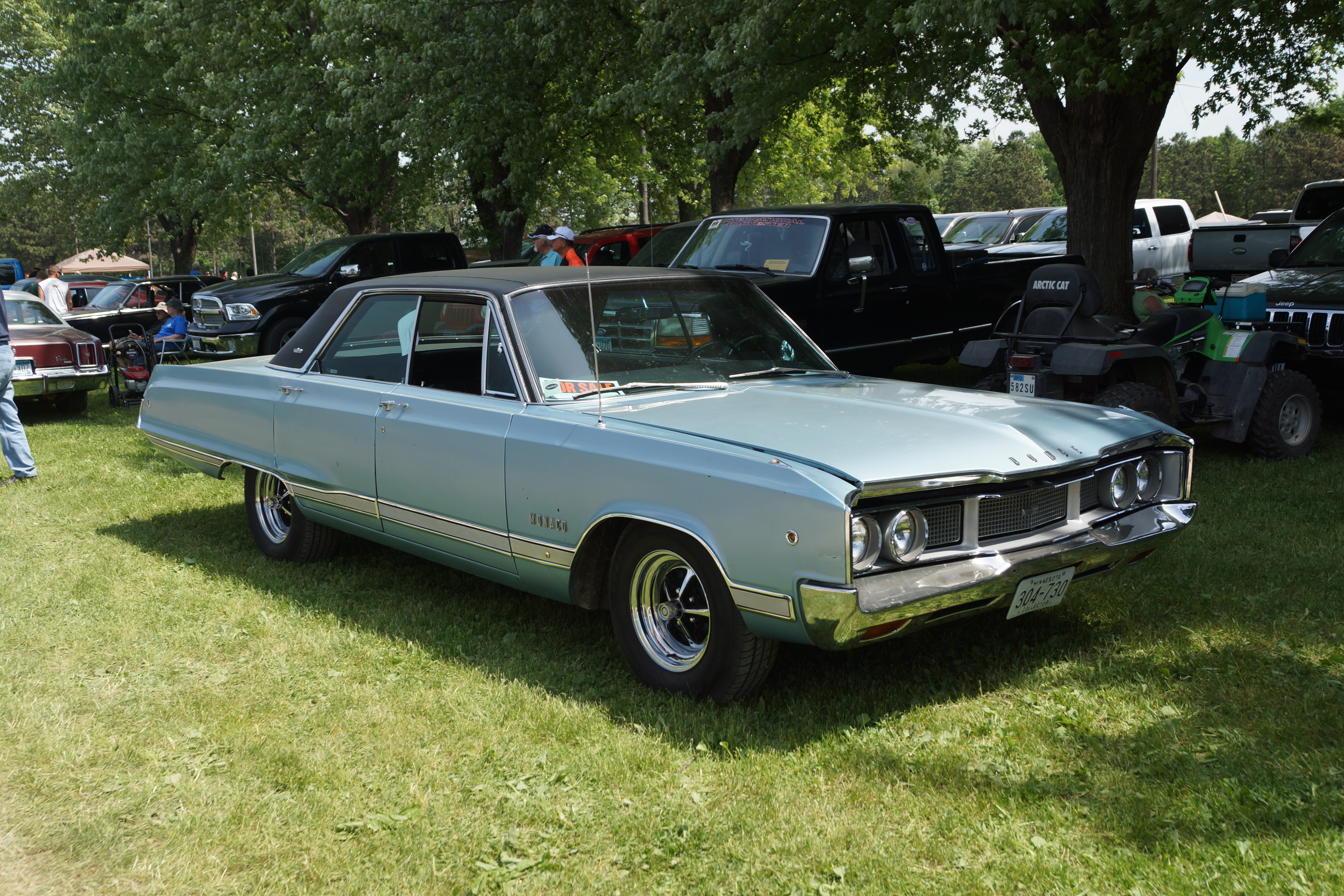
Dodge Monaco первого поколения
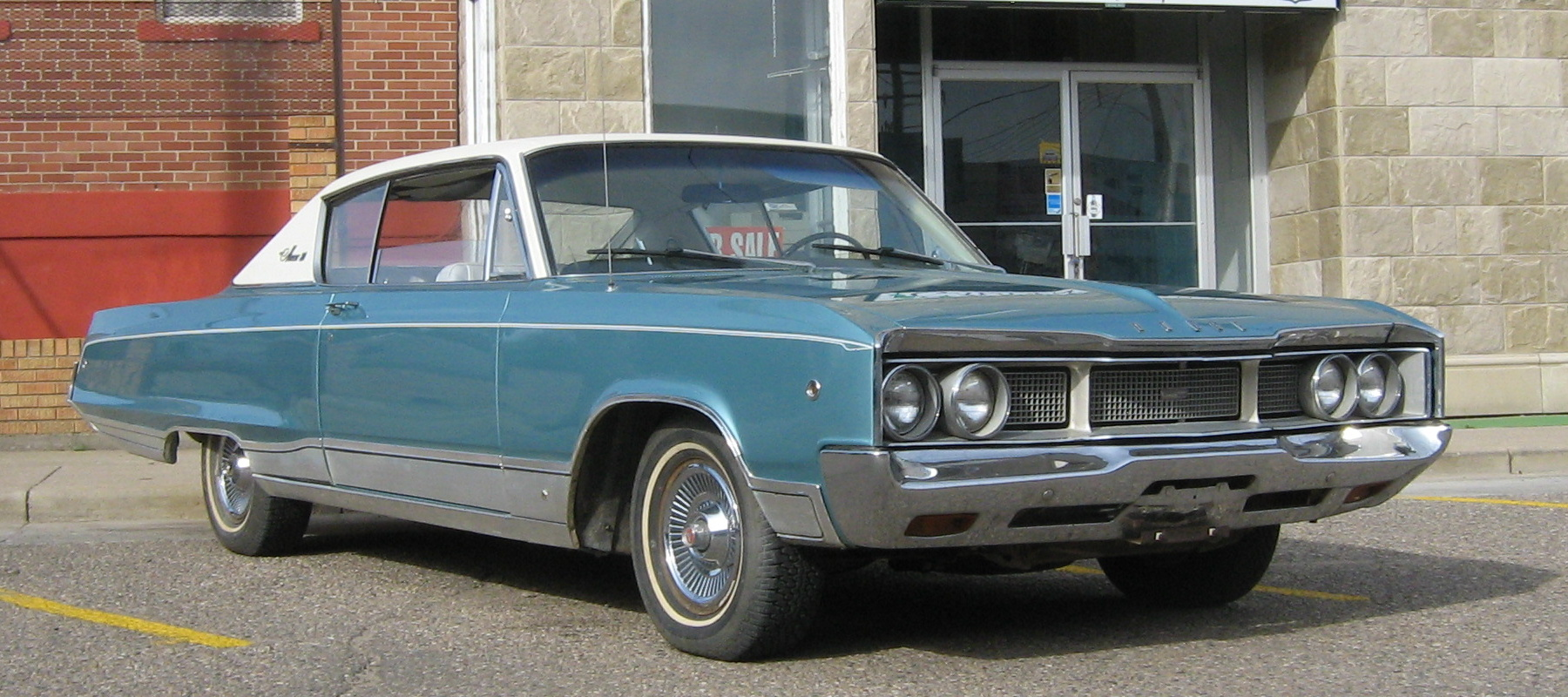
Хардтоп
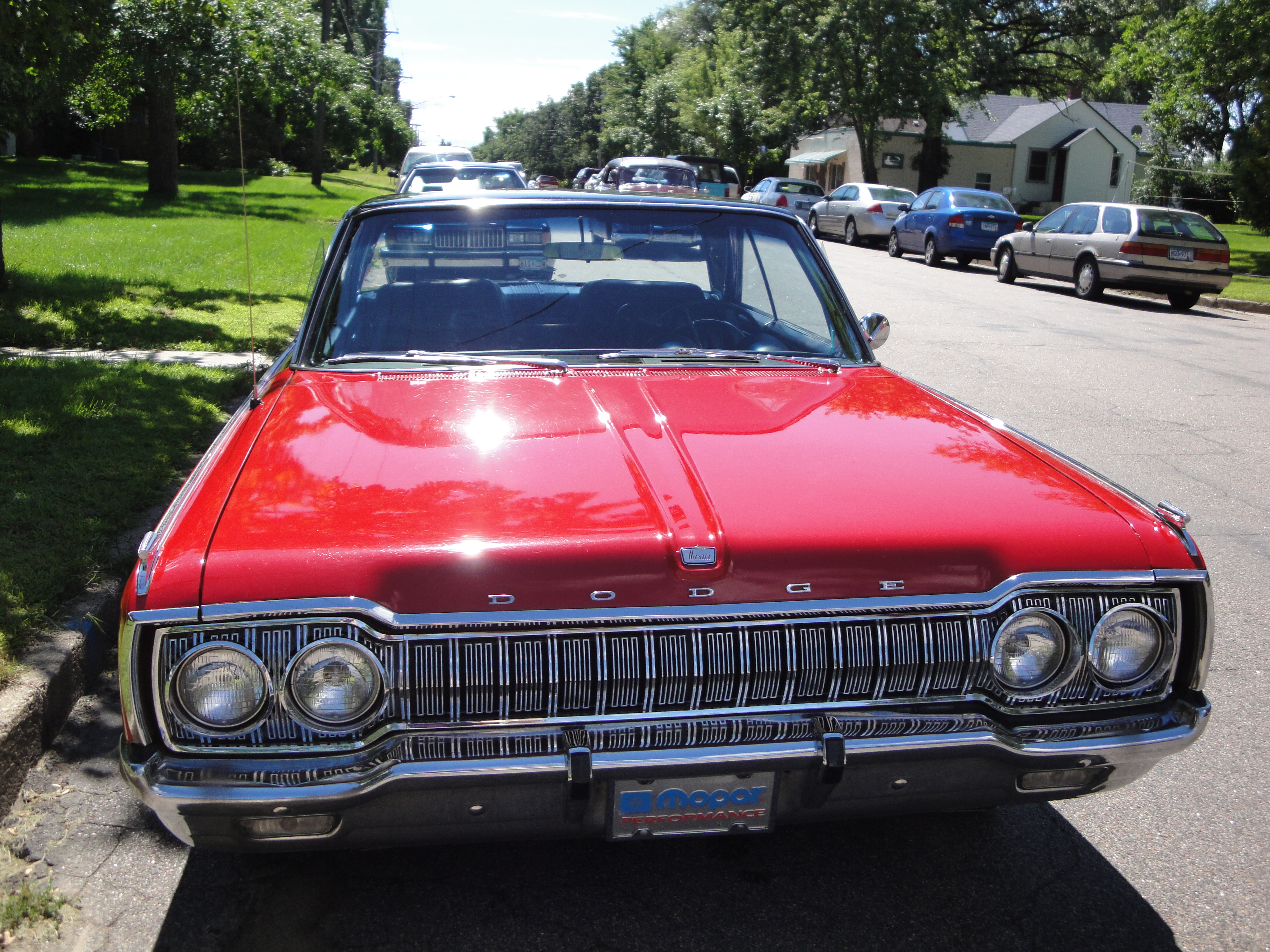
Хардтоп
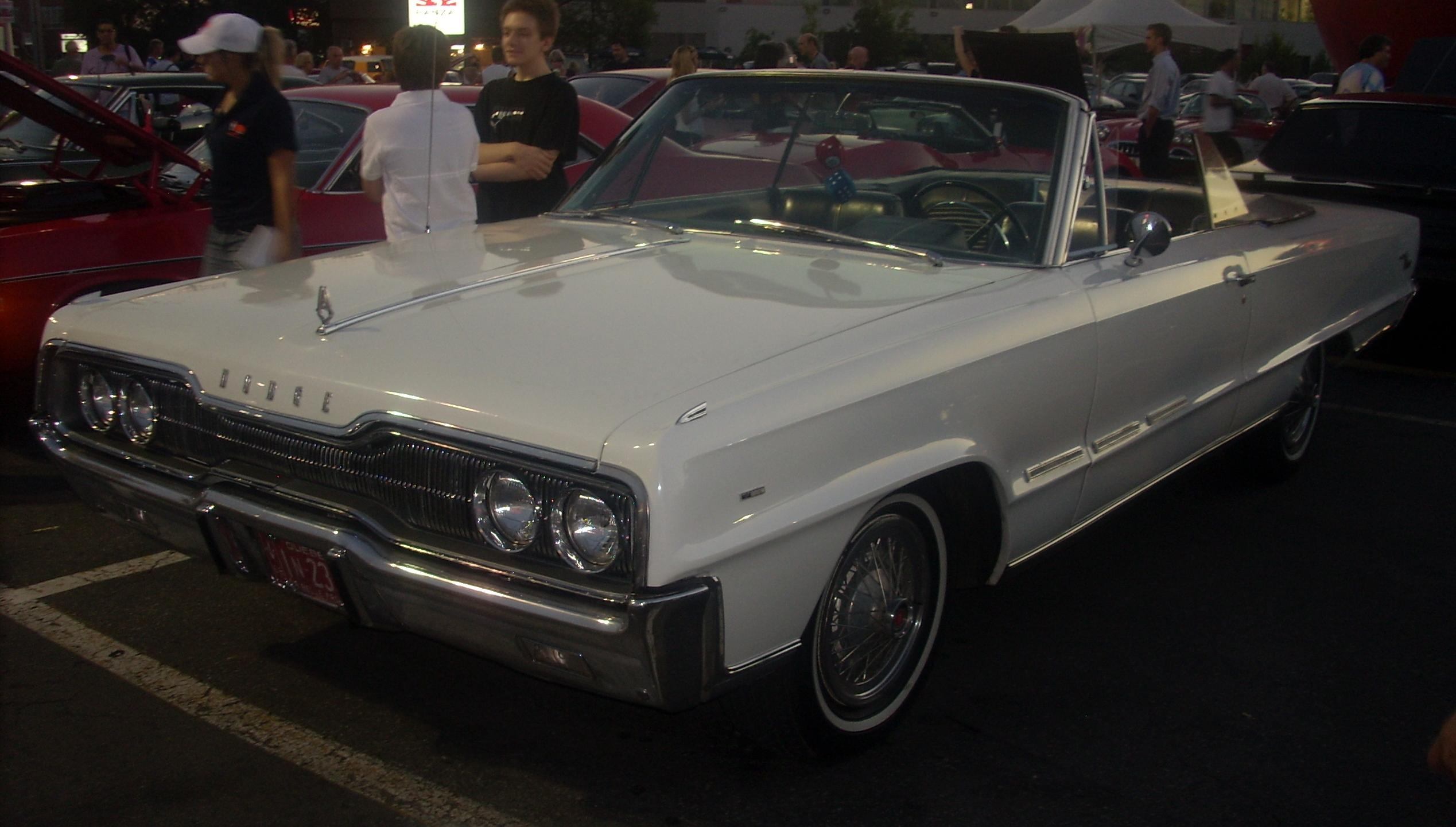
Кабриолет Dodge Monaco 500
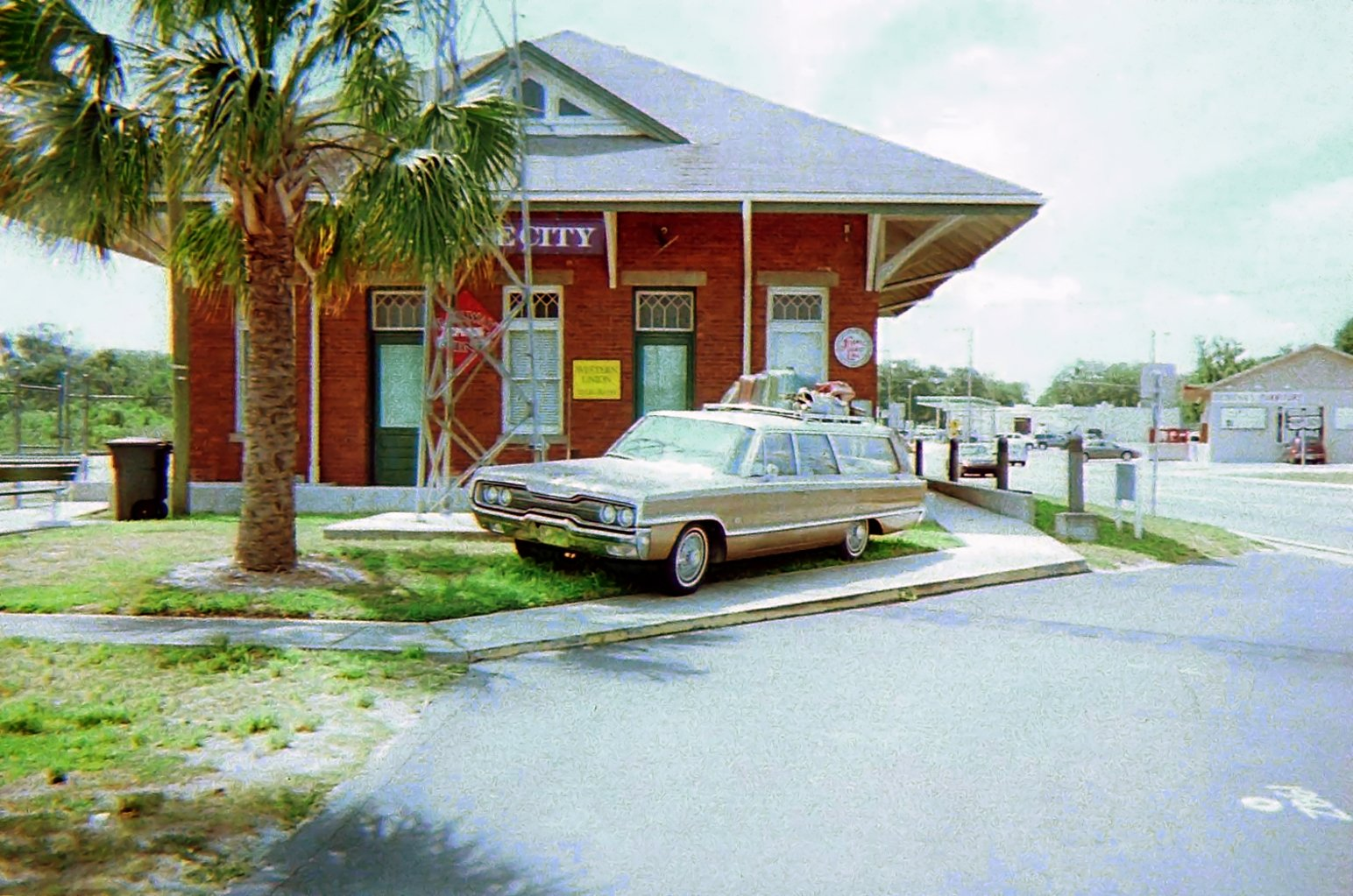
Универсал
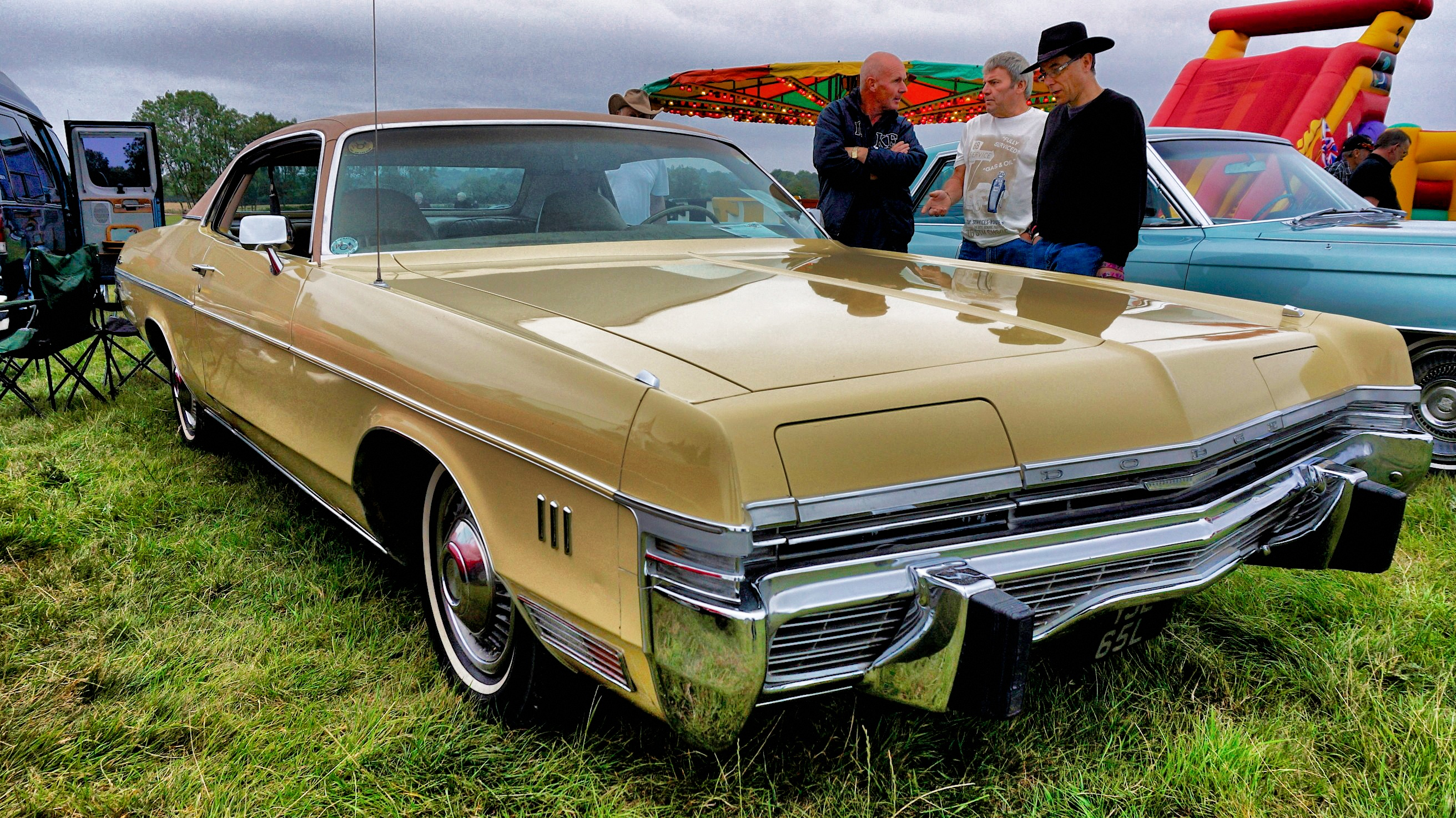
Хардтоп со скрытыми фарами
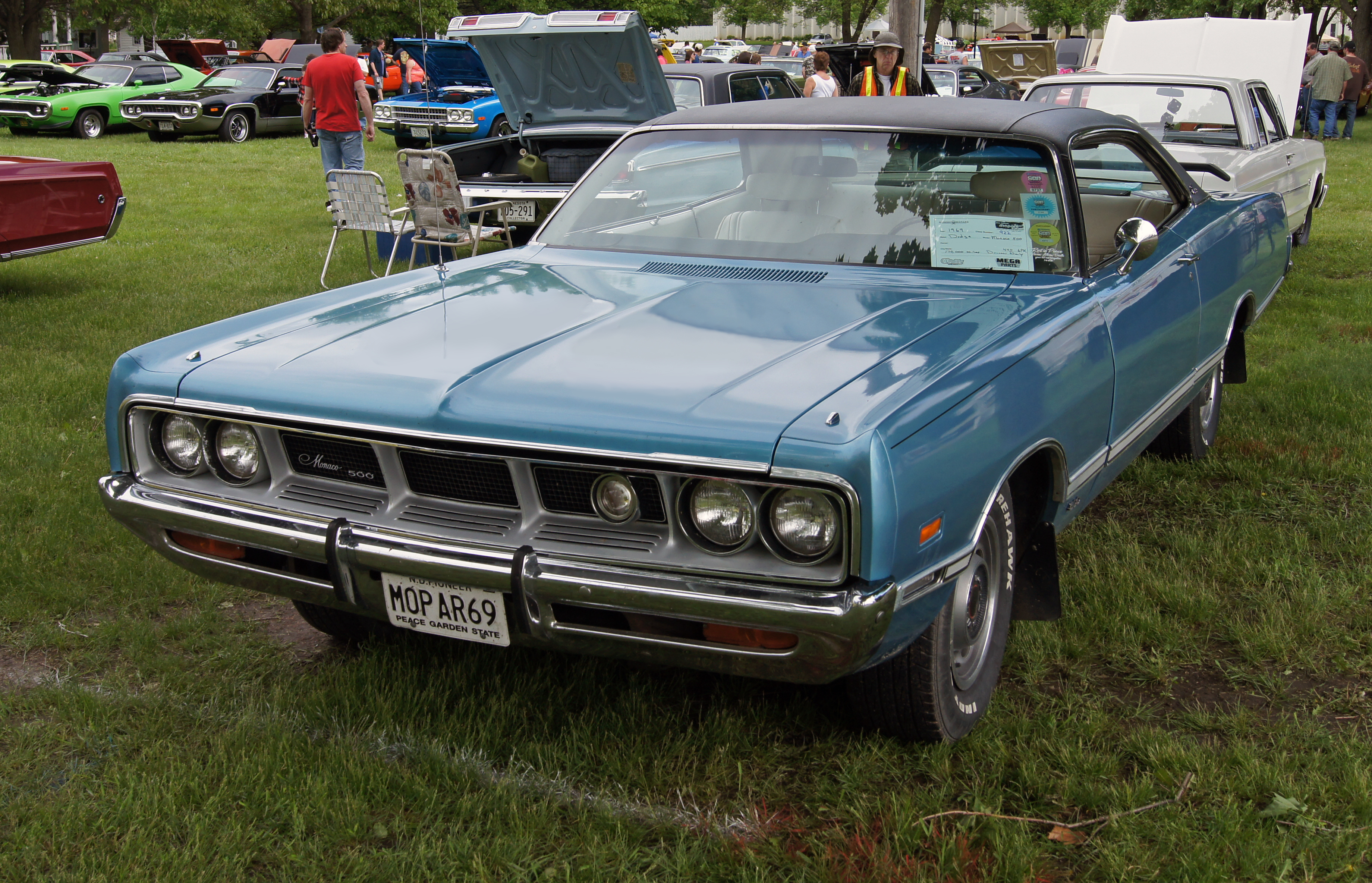
Хардтоп Dodge Monaco 500
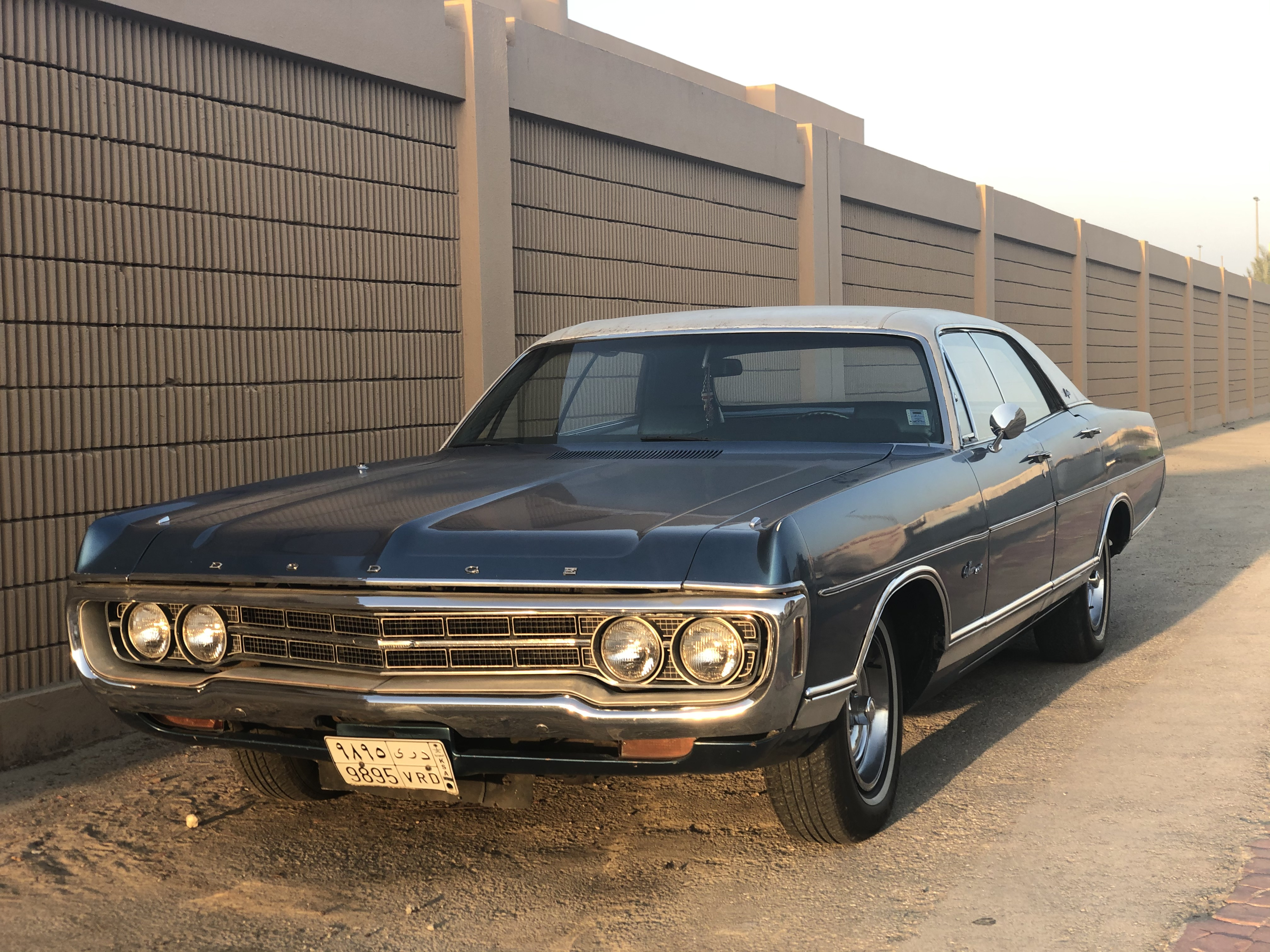
Седан Dodge Monaco 500
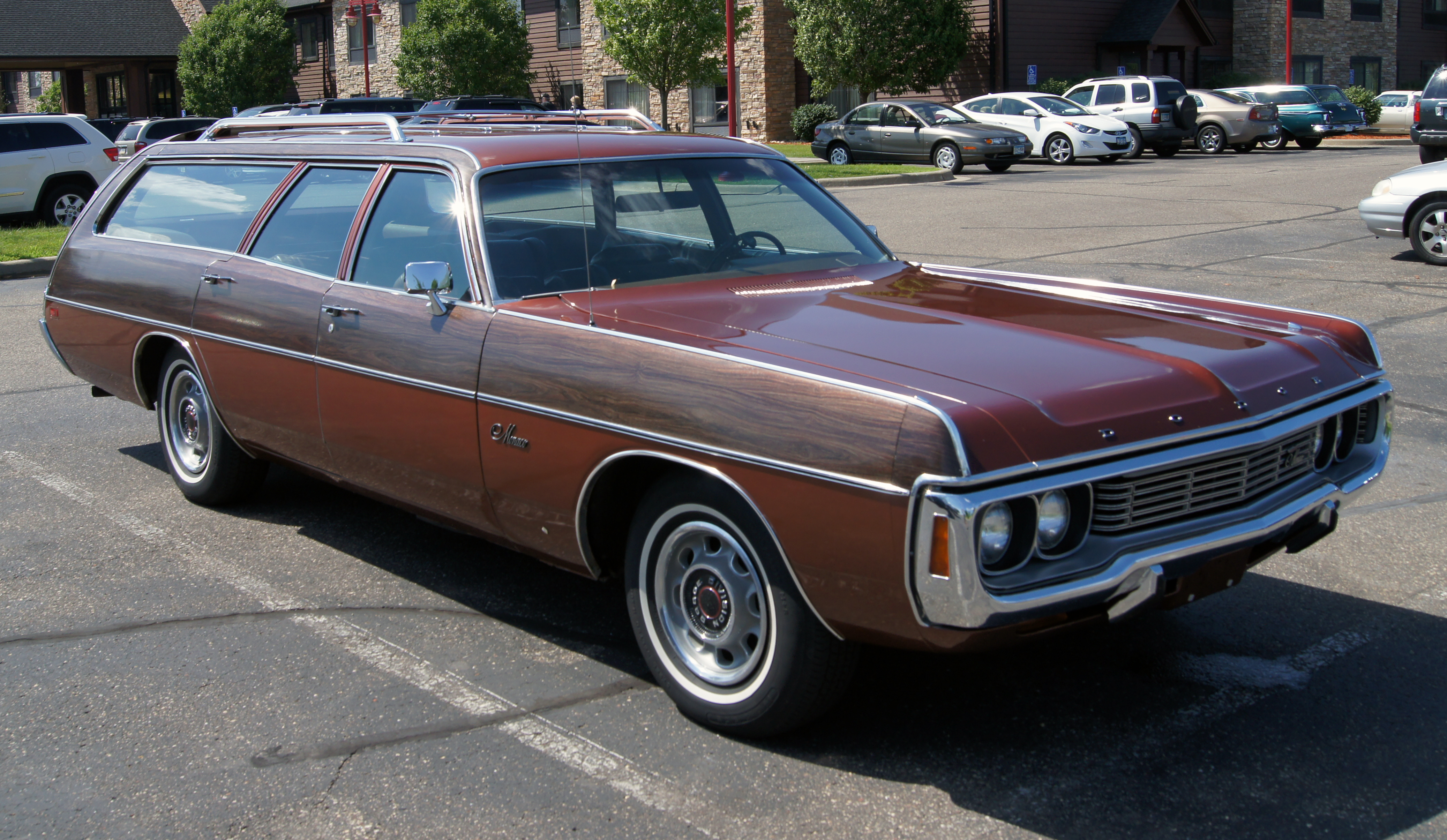
Универсал Dodge Monaco 500
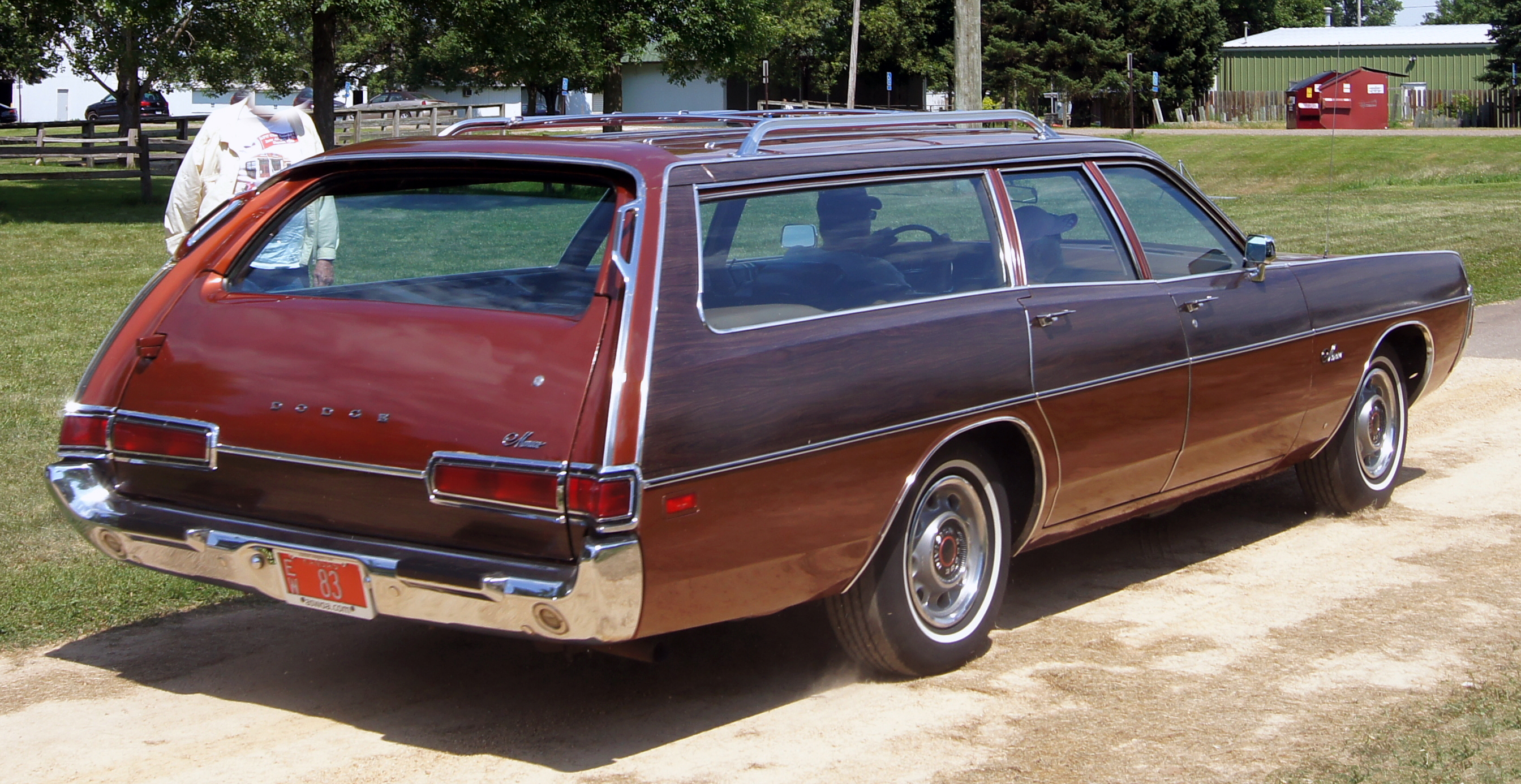
Универсал Dodge Monaco 500 (вид сзади)
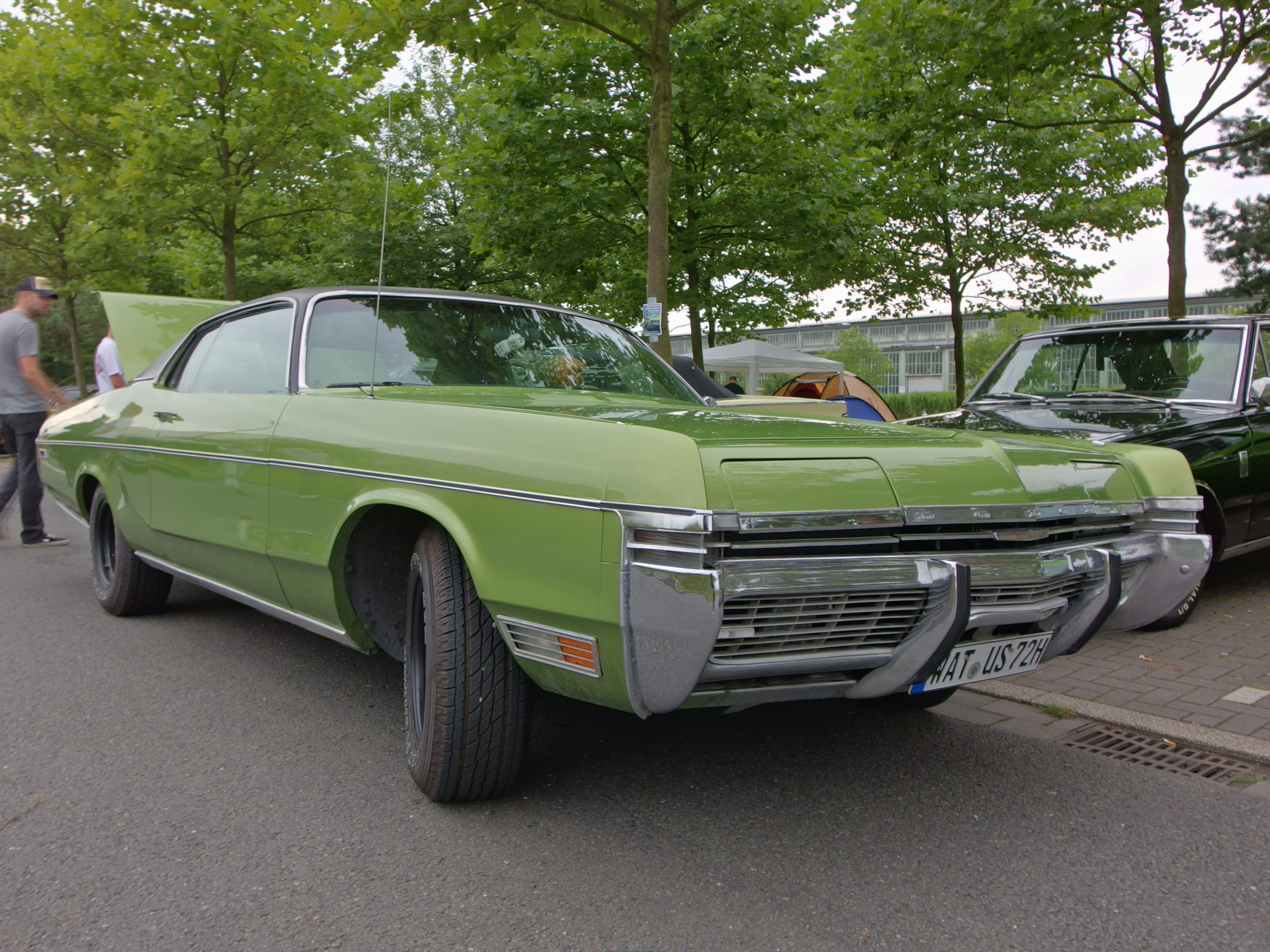
Хардтоп со скрытыми фарами
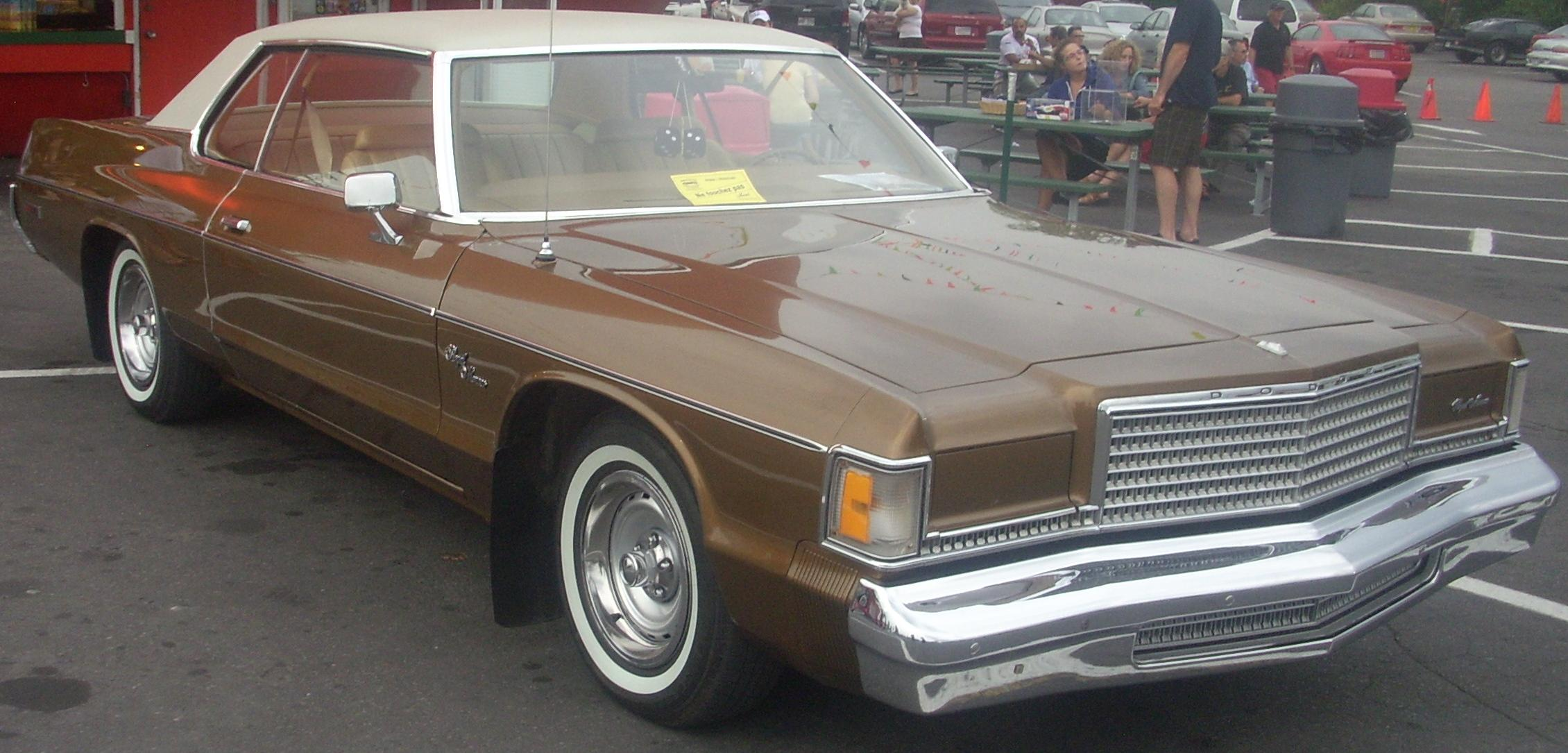
Dodge Royal Monaco
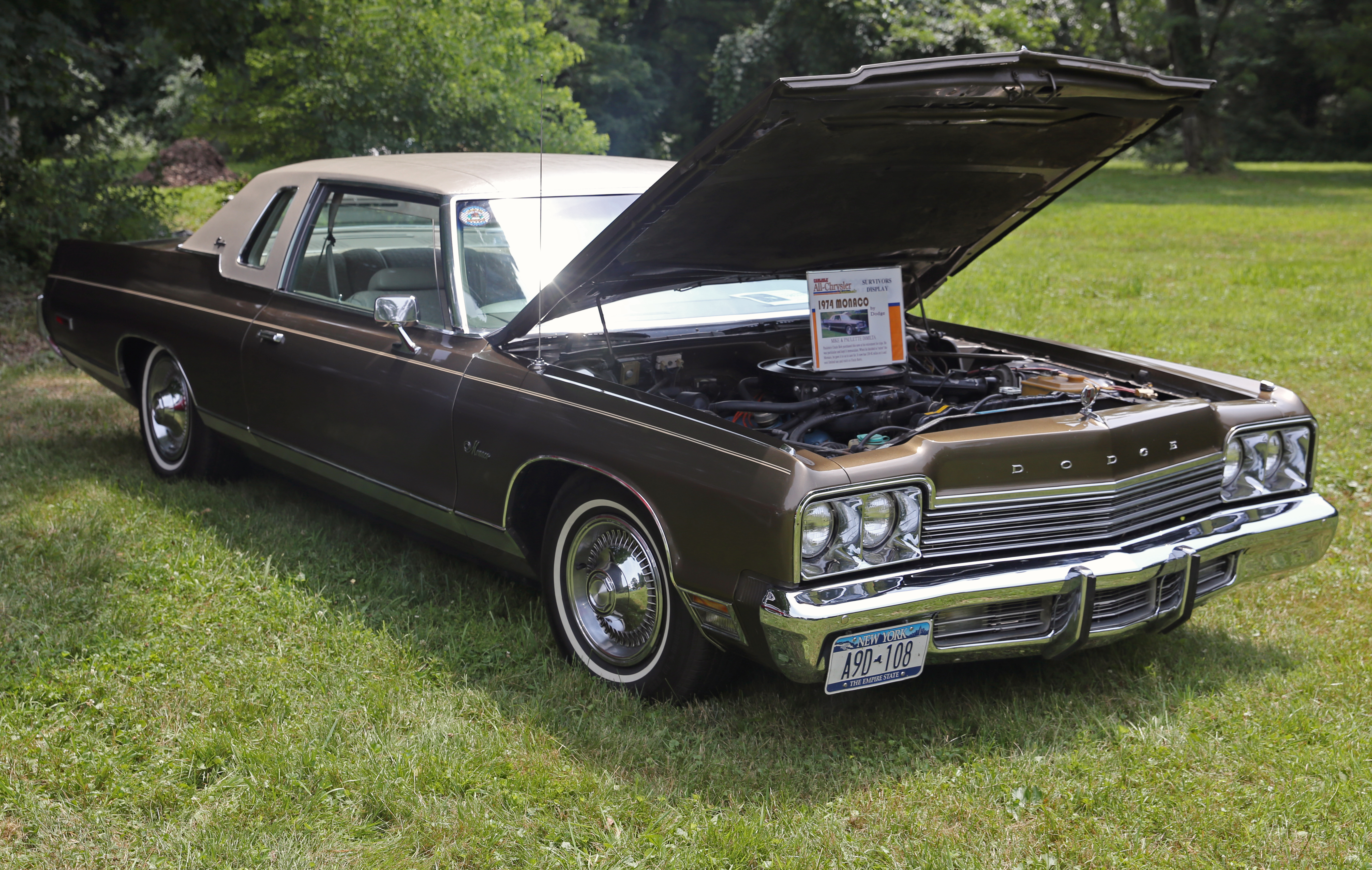
Dodge Monaco Brougham
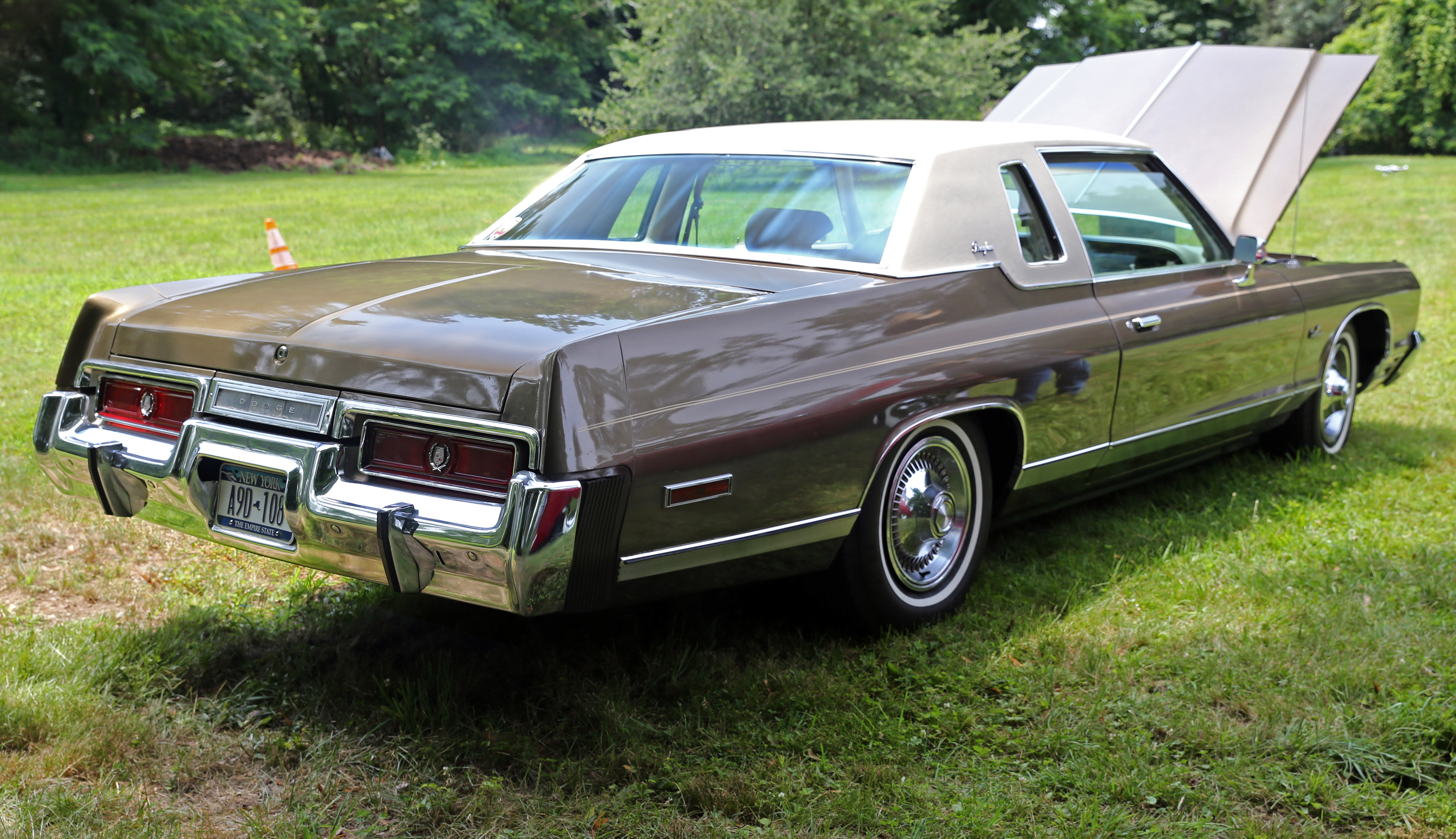
Dodge Monaco Brougham
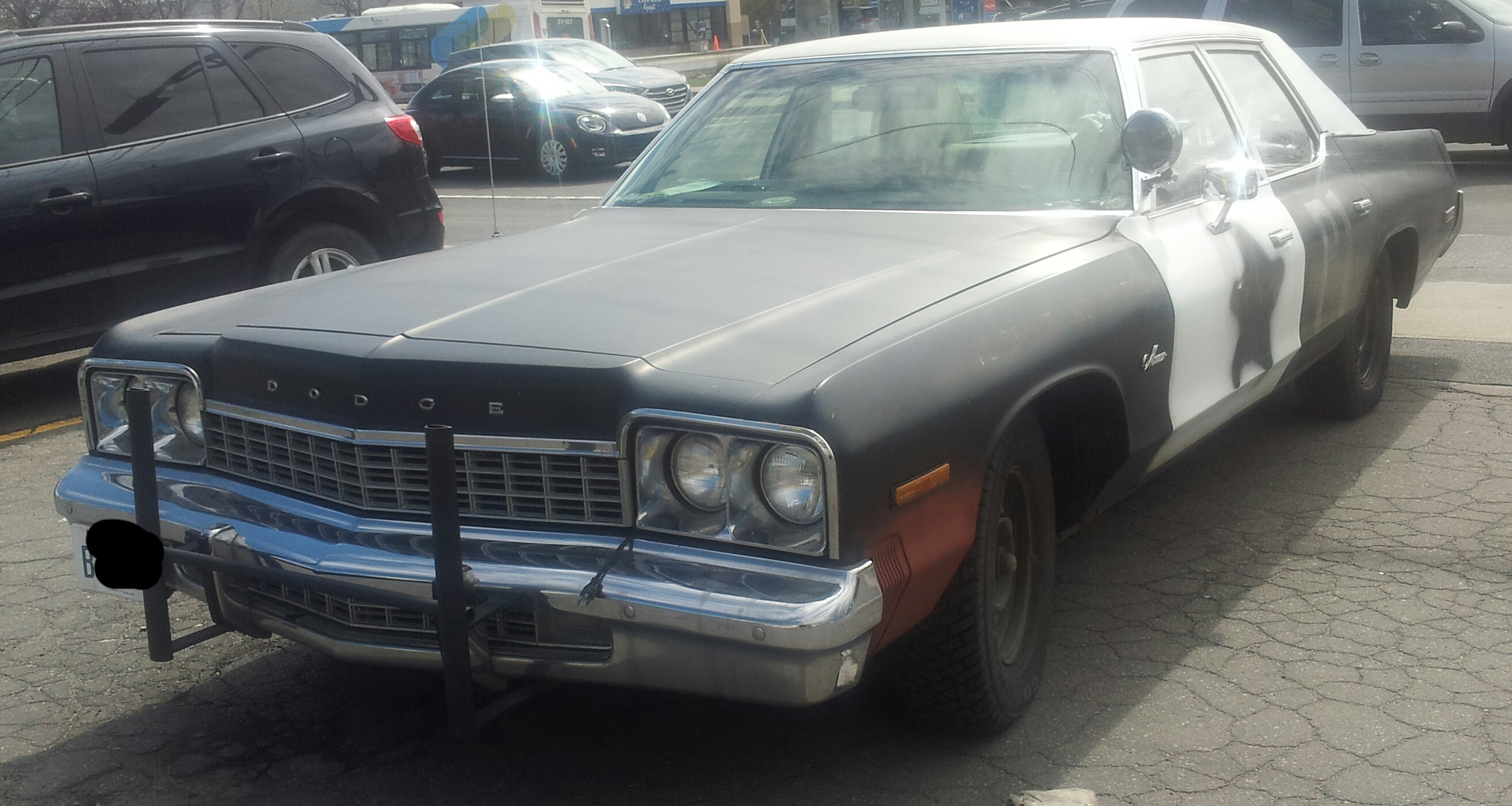
Автомобиль полиции
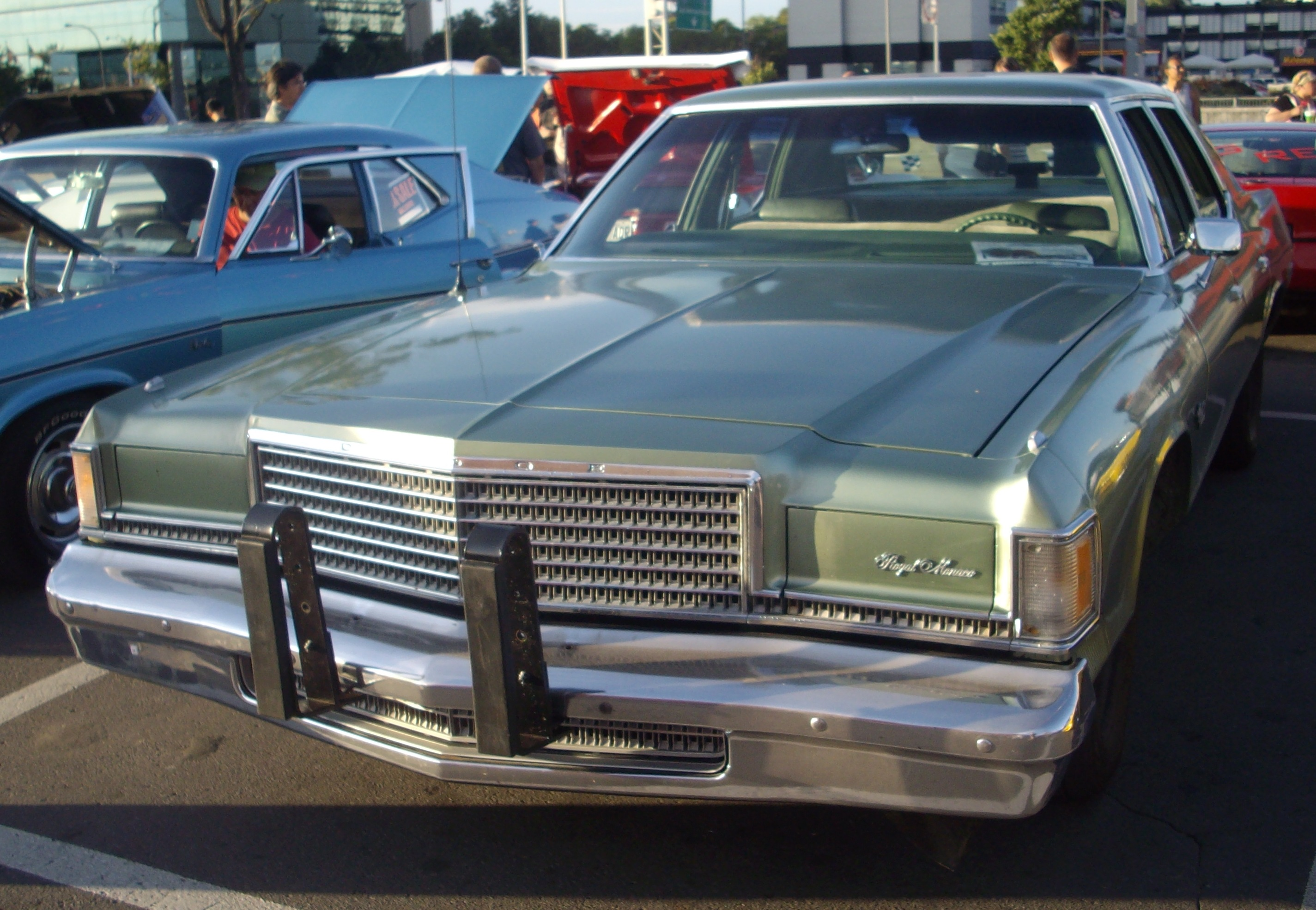
Dodge Royal Monaco
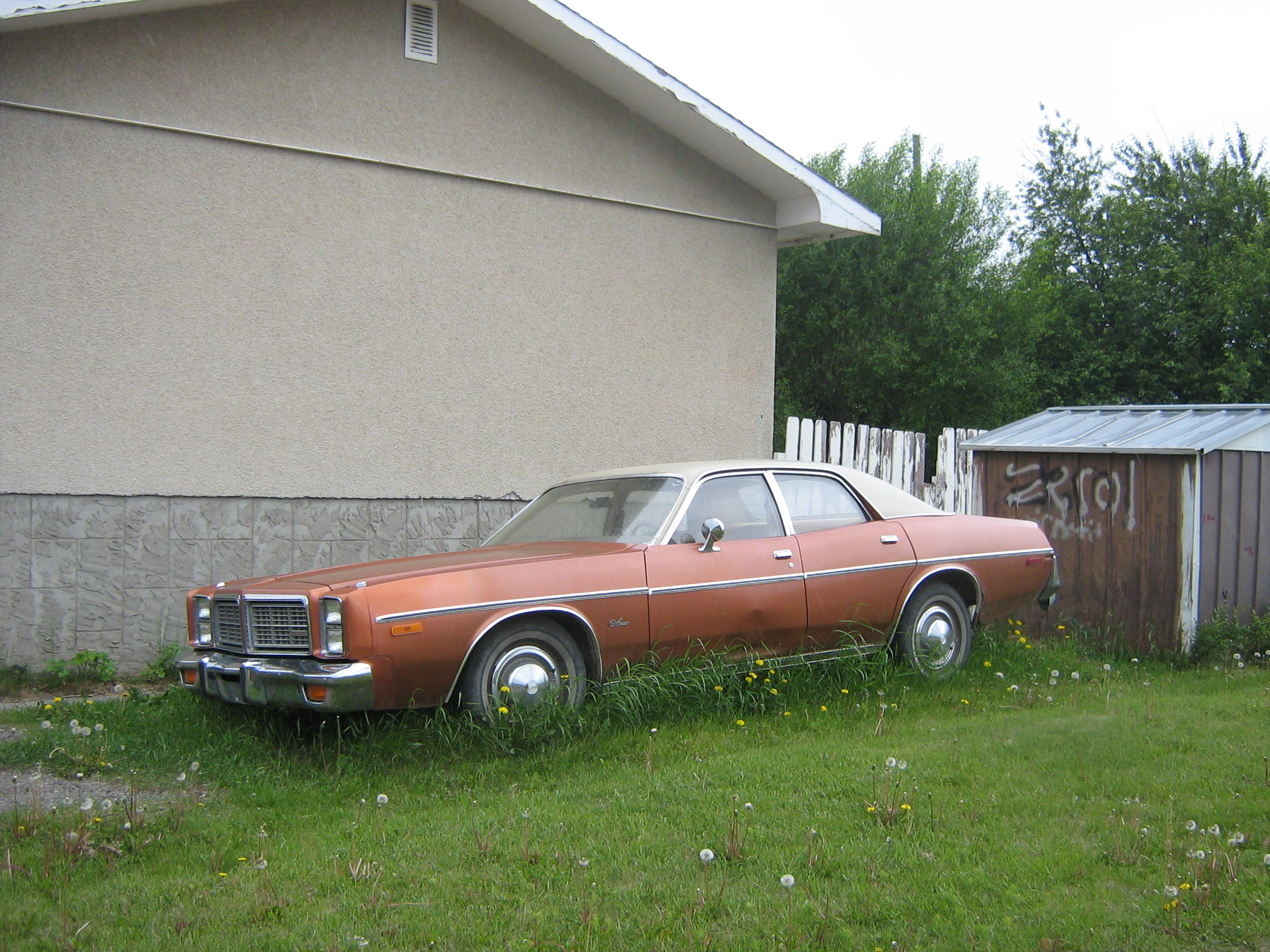
Седан Dodge Monaco
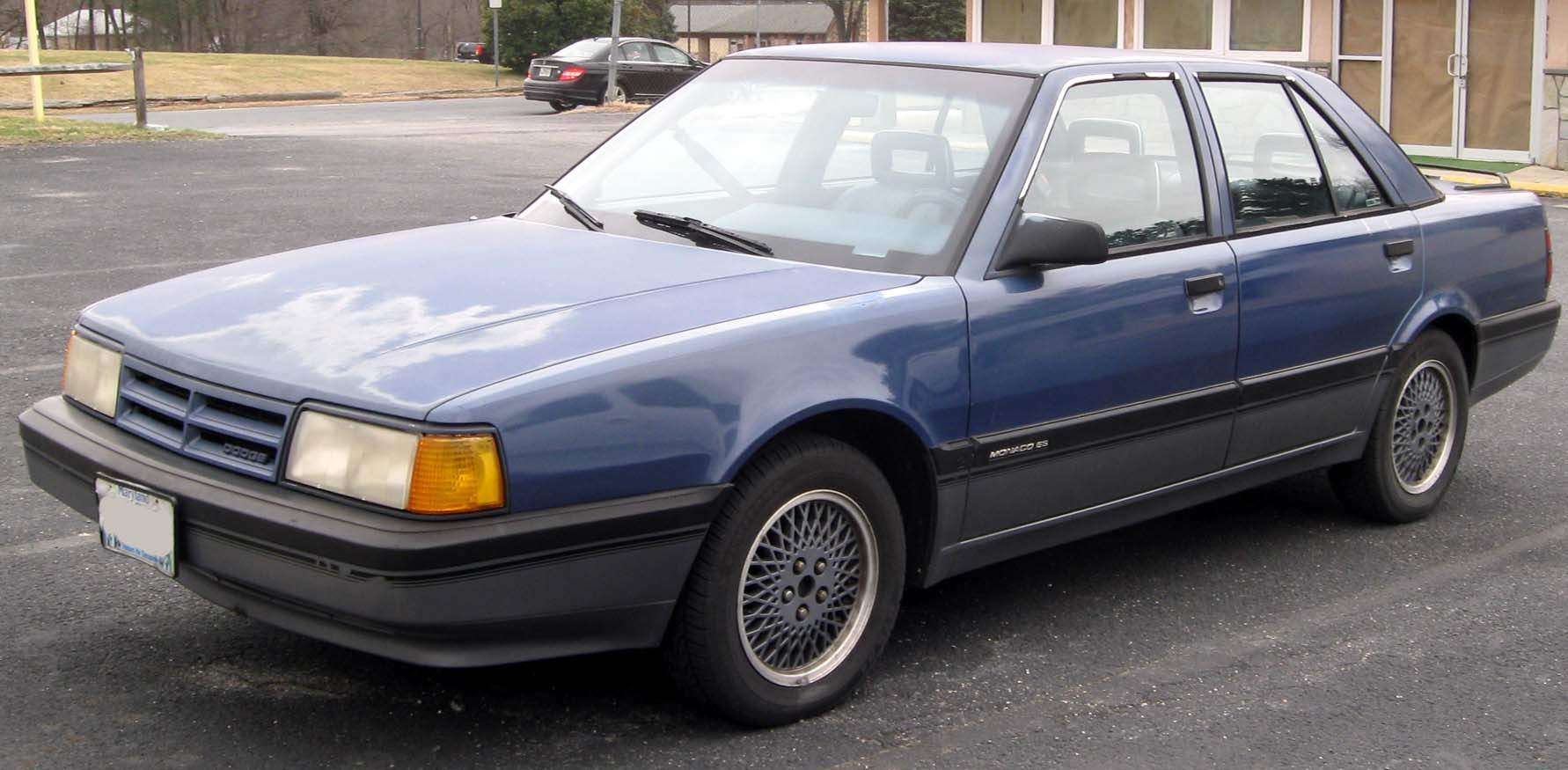
Dodge Monaco ES
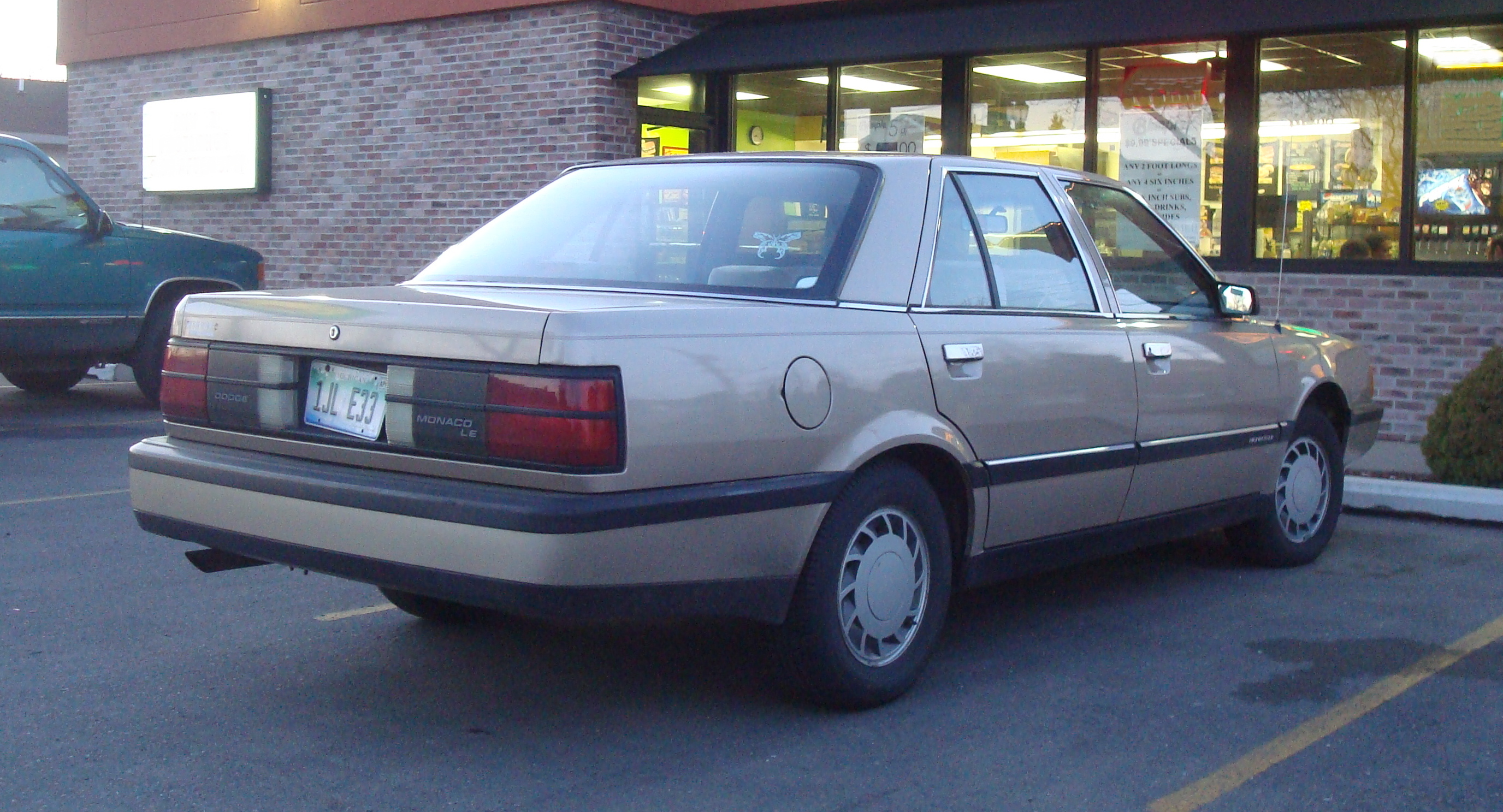
Dodge Monaco LE
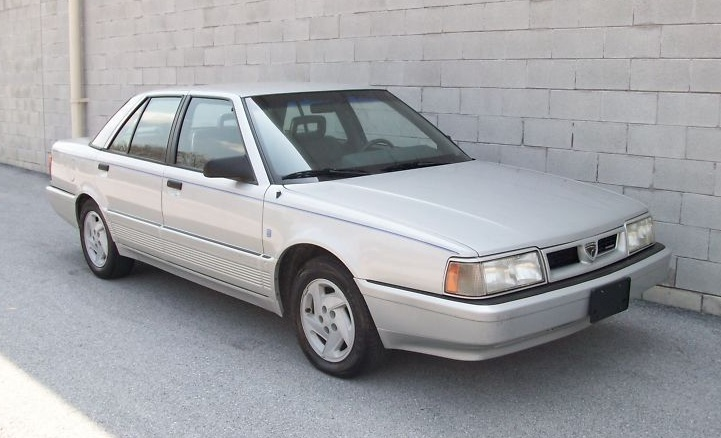
Eagle Premier ES
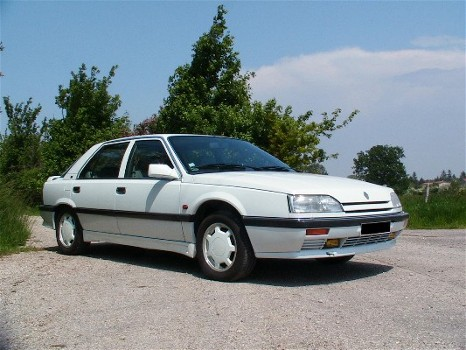
Renault 25